# Manor Farm (Ruislip)
Manor Farm er et historisk sted i Ruislip, Greater London. Det inkorporere en middelderlig gård med en gammel lade fra 1200-tallet og en hus fra 1500-tallet. Tæt ved ligger resterne af en motte-and-bailey-fæstning, som antages at være blevet opført kort efter den normanniske erobring af England. Jordvoldene antages dog at stamme fra 800-tallet.
I 1400-tallet overgik ejerskabet til King's College, Cambridge. Den store og lille lade, Great Barn og Little Barn, blev registreret som bygninger der havde brug for bevarelse af et medlem af Royal Society of Arts i 1930, og i 1931 blev hovedhuset, Manor Farm, inkluderet ved salget af Park Wood som en gave til befolkningen af Ruislip. Stedet var en fungerende gård indtil 1933, og den drives nu af London Borough of Hillingdon og bruges af lokale i området til forskellige arrangementer.
Alle bygninger på stedet er listed buildings af første grad, med undtagelse af Great Barn, der er listed af anden grad.